# Walt Disney Records
La Walt Disney Records (WDR), fino al 1989 nota come Disneyland Records – fondata nel 1956 –, è un'etichetta discografica statunitense gestita dalla Disney.

## Storia

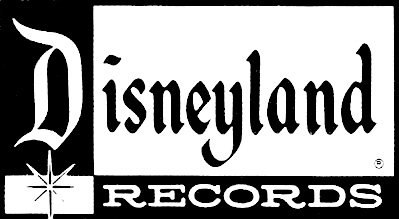
Il logo della Disneyland Records.

Nel 1956 Walt Disney e suo fratello Roy Oliver fondano la Disneyland Records, di proprietà della Disney, con sede a Hollywood. Prima di allora, le incisioni della Disney venivano sempre messe sotto licenza di altre case discografiche (RCA, Decca, UAR, Capitol, Atlantic e AmPar Records). Furono gli stessi fratelli Disney, a suggerire l'idea di dotare di un'etichetta discografica l'impresa di famiglia. E proprio Roy assunse Jimmy Johnson per dirigere questa nuova divisione – la Disneyland Records.
Jimmy portò a Salvador Tutti Camarata (un rinomato musicista, fondatore dello studio di registrazione Sunset Sound Recorders di Hollywood) per stabilire gli ultimi ordini prima del lancio. Così si iniziò a registrare i primi album musicali, che vedevano interpretazioni jazz di alcuni dei film più famosi (Biancaneve e i sette nani, Bambi e Cenerentola), di altri brani musicali ed espanse la produzione delle colonne sonore come canzoni famose. Alcuni degli artisti che collaborarono con la casa furono, tra i tanti, Mary Martin, Louis Armstrong, Louis Prima, Jerry Colonna, Nikka Costa(?) e Phil Harris per citarne alcuni.
Nel 1989 la Disneyland Records fu rinominata in Walt Disney Records. Ed in più erano presenti le sotto categorie come l'etichetta Buena Vista, Disney Audio Entertainment (1990 – 1991), e la Disney Sound (2004 – presente) che vennero stabilite per delineare i vari stili di registrazioni che la compagnia creava.

## Prodotti
La Walt Disney Records produce diversi prodotti musicali. Oltre ai classici album e colonne sonora per bambini e famiglie, sono anche usciti durante gli anni Audiolibri, Audiolibri per bambini, album per i parchi a tema ed album di Karaoke. Inoltre, ancora oggi, l'etichetta produce una compilation intitolata "DisneyMania" in cui vengono riproposte dagli artisti della casa discografica, alcuni classici delle canzoni Disney.
In Nordamerica, la Disney Music Group aveva distribuito album di Antonello Venditti prodotti dalla sua etichetta, Heinz Music dal 1992 al 2007.

## Premi
Con l'uscita di due famose colonne sonore, la Walt Disney Records ha ricevuto diversi riconoscimenti. Nel 2006, con il film High School Musical e, nel 2007, con il film High School Musical 2 la Disney ricevette il titolo di "album più venduti in tutto il mondo in due anni". Si è anche diversificata, producendo i concerti di alcuni dei loro artisti come le Cheetah Girls e  Miley Cyrus/Hannah Montana.

## Marketing

### Pubblicità
Dal 2007, Miley Cyrus e alcuni degli attori di High School Musical sono stati assunti dalla Disney per pubblicizzare i prodotti dell'etichetta.

## Attuali artisti (Lista parziale)
- Imagination Movers
- Mitchel Musso
- Nikka Costa
- Ralph's World
- They Might Be Giants
- Miley Cyrus/Hannah Montana
- Billy Ray Cyrus
- The Cheetah Girls

## Case discografiche della Disney Music Group
- Hollywood Records
- Lyric Street Records
- Mammoth Records
- Disneyland Records
- Disney Sound
- Carolwood Records